# بیساراد
بیساراد (به لاتین: Bisarad) یک روستا در بنگلادش است که در استان باریسال و در ناحیه باریسال واقع شده است.